# Nam châm điện

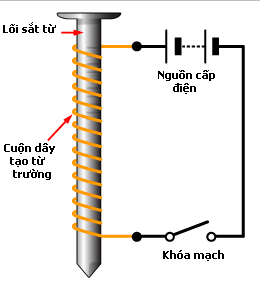
Sơ đồ nguyên lý của nam châm điện đầu tiên. Dòng điện cung cấp bởi nguồn pin tạo ra từ trường trong cuộn dây và được khuếch đại bởi lõi dẫn từ làm bằng sắt non.

Phân bố đường sức từ trong một cuộn dây solenoid.

Nam châm điện là một loại nam châm mà trong đó từ trường được tạo ra bởi dòng điện. Cấu tạo của nam châm điện gồm hai phần chính, đó là một lõi từ được làm bằng vật liệu từ mềm có độ từ thẩm lớn và cảm ứng từ bão hòa cao cùng với một cuộn dây (có thể là dây đồng hoặc dây nhôm) được quấn quanh lõi từ. Khác với nam châm vĩnh cửu có cảm ứng từ cố định, nam châm điện có cảm ứng từ có thể thay đổi nhờ vào việc điều khiển dòng điện chạy qua cuộn dây.
Nam châm điện là loại nam châm có hệ số nhiệt độ tốt nhất trong số bất kỳ loại nam châm nào nên chúng được xem là sự lựa chọn tốt nhất trong các ứng dụng nhiệt độ. Ưu điểm chính của một nam châm điện là từ trường có thể được thay đổi nhanh chóng trong một phạm vi rộng của các giá trị bằng cách kiểm soát sức mạnh của dòng điện. Tuy nhiên, nam châm điện đòi  hỏi cần phải có một nguồn cung cấp điện năng phải thật sự ổn định, để vừa phát huy tối đa hiệu suất của nam châm, đồng thời đảm bảo an toàn trong suốt của nó, nhất là đối với các nam châm điện được sử dụng trong lĩnh vực vận chuyển hàng hoá nặng và phẫu thuật.

## Lịch sử ra đời
Nam châm điện lần đầu tiên được phát minh bởi nhà điện học người Anh William Sturgeon (1783-1850) vào năm 1825. Nam châm điện của Sturgeon là một lõi sắt non hình móng ngựa có một số vòng dây điện cuốn quanh. Khi cho dòng điện sinh ra bởi một pin nhỏ chạy qua, lõi sắt bị từ hóa và cảm ứng từ sinh ra đủ mạnh để hút lên được một hộp sắt nặng 7 ounce. Khi ngắt dòng điện, từ trường của lõi cũng sẽ  biến mất.

## Nguyên lý
Khi mắc một dây dẫn điện có nhiều vòng quấn với nguồn điện, dòng điện sản sinh một điện trường E trong các vòng quấn. Khi dòng điện đi qua các vòng quấn, Biến đổi của điện trường trong các vòng quấn sinh ra một từ trường B vuông góc với điện trường E.Từ trường của nam châm điện có tính chất giống như từ trường của một nam châm vĩnh cữu, cũng hút hay đẩy một vật từ nằm trong từ trường của của nó. Khi ngắt dòng điện khỏi cuộn dây, từ trường biến mất. Vậy chỉ khi nào có dòng điện đi qua, cuộn dây mới trở một thành nam châm điện
Từ trường của cuộn dây tùy thuộc vào số từ cảm cuộn dây và dòng điện trong cuộn dây. Từ cảm cuộn dây tỉ lệ thuận với chiều dài, số vòng quấn và tỉ lệ nghịch với diện tích của cuộn dây đó
{\displaystyle B=LI}

## Cấu tạo

### Cuộn dây
Một dây dẫn điện với vòng quấn  {\displaystyle \operatorname {d} \!N}
L = μN2 (l/A)
l: chu vi vòng tròn = 2Πr
Nam châm điện gồm hai phần là cuộn dây tạo từ trường và lõi dẫn (khuếch đại) từ. Chi tiết của từng loại nam châm điện có thể khác nhau nhưng đều theo nguyên lý chung này.

### Cuộn dây tạo từ trường
Thông thường, cuộn dây là cuộn "solenoid"  được cuốn nhiều vòng dây đều nhau. Cường độ từ trường sinh ra trong ống dây được tính theo công thức:
{\displaystyle H={\frac {N.I}{L}}}
Với {\displaystyle N,L,I} lần lượt là số vòng dây, chiều dài cuộn dây và cường độ dòng điện chạy qua cuộn dây.

### Lõi dẫn từ
Lõi dẫn từ của nam châm điện là các vật liệu từ mềm và thông thường chúng phải thỏa mãn các yêu cầu:
- Có độ từ thẩm lớn
- Cảm ứng từ bão hòa cao (để không giới hạn dải hoạt động của nam châm.
- Có tổn hao trễ nhỏ (lực kháng từ nhỏ) để không làm trễ quá trình thay đổi từ trường của nam châm.

Khi có lõi dẫn từ, cảm ứng từ sinh ra tại bề mặt của cực nam châm điện sẽ được xác định theo công thức:
{\displaystyle B=\mu _{r}\mu _{0}H=\mu _{r}\mu _{0}{\frac {N}{L}}I}
Với 
{\displaystyle \mu _{0},\mu } là độ từ thẩm của chân không và độ từ thẩm tỉ đối của vật liệu dùng làm lõi dẫn từ.
Một số vật liệu được sử dụng làm lõi nam châm điện:
1. Hợp kim sắt silic

## Các kiểu nam châm điện và ứng dụng

### Ứng dụng trong khoa học kỹ thuật
– Thẻ tín dụng, thẻ ghi nợ và máy rút tiền tự động: trên các thẻ này đều có dải từ bên dưới, dải từ này được làm từ nam châm điện.
– Các màn hình ti vi và máy tính: màn hình TV và máy tính có một ống tia âm cực sử dụng hai cặp nam châm điện để điều khiển hướng đi của chùm tia êlectron đến màn hình.
– Động cơ điện và máy phát điện: một số động cơ điện dựa vào sự kết hợp của một nam châm điện và một nam châm vĩnh cửu trong khi máy phát điện thì ngược lại (chuyển đổi năng lượng cơ học thành điện năng bằng cách di chuyển một dẫn thông qua một từ trường).
– Rơ-le: nam châm điện được sử dụng để điều khiển các thiết bị chuyển mạch trong rơ-le. Điều này đặc biệt quan trọng khi thực hiện một vài hoạt động ví như thực hiện cuộc gọi điện thoại. Các điện thoại đầu tiên đã sử dụng một loại chuyển tiếp, nó không chỉ giúp kết nối cuộc gọi mà còn tạo nên bộ nhớ chức năng.
– Cần cẩu điện: các tấm tròn ở cuối của cần cẩu chính là một nam châm điện, khi sử dụng năng lượng điện thì tấm tròn có thể nâng các loại rác bằng kim loại lên.
Ngoài ra, nam châm điện còn được ứng dụng trong các ngành giao thông (tàu điện), hàng không, vũ trụ, công nghệ quân sự, v.v,...

### Ứng dụng trong công nghiệp và y học
Nam châm điện thường     được sử dụng rộng rãi trong công nghiệp và tiêu dùng dưới dạng các ứng dụng như của nam châm vĩnh cửu. Có thể kể đến là động cơ điện, xe bán tải điện, micro, bộ cảm biến, loa phóng thanh, ống sóng đi du lịch, đồ trang sức,... Nam châm điện còn được sử dụng rộng rãi trong các dụng cụ như đồng hồ, cảm biến, thiết bị lò vi sóng, thiết bị điều khiển tự động, v.v,...
Trong y học, các bệnh viện sử dụng kỹ thuật chẩn đoán MRI là kỹ thuật chụp cộng hưởng từ, một kỹ thuật chẩn đoán hình hiện đại dùng từ trường và sóng ra-đi-ô nhằm giải quyết tại chỗ các vấn đề trong bộ phận cơ thể của bệnh nhân mà không cần phẫu thuật xâm lấn.